# Lục nhập
Trong Phật giáo, lục nhập (tiếng Pāli: Saḷāyatana) hay còn được gọi là sáu nội ngoại xứ là một thuật ngữ chỉ cho sáu cặp cơ quan-đối tượng của các giác quan và là liên kết thứ 5 trong chuỗi 12 nhân duyên. Trong đó, từ āyatana được dịch là vị trí của giác quan, môi trường của giác quan, hay phạm vi của giác quan. Lục nhập có tất cả:
- Sáu nội xứ (Pali: ajjhattikāni āyatanāni), còn được gọi là các căn, nguồn gốc[2] các cơ quan, bộ phận, các cánh cổng, các cánh cửa, các sức mạnh.
- Sáu ngoại xứ (Pali: bāhirāni āyatanāni), còn được gọi là các trần, vishaya[3] hay các đối tượng của giác quan.

Sáu cặp nội-ngoại xứ bao gồm:
| Lục nhập             | Lục nhập                |
| Sáu căn (sáu nội xứ) | Sáu trần (sáu ngoại xứ) |
| -------------------- | ----------------------- |
| 1. Mắt (nhãn xứ)     | Sắc (sắc xứ)            |
| 2. Tai (nhĩ xứ)      | Âm thanh (thanh xứ)     |
| 3. Mũi (tỷ xứ)       | Hương (hương xứ)        |
| 4. Lưỡi (thiệt xứ)   | Vị (vị xứ)              |
| 5. Thân (thân xứ)    | Xúc, chạm (xúc xứ)      |
| 6. Ý (ý xứ)          | Pháp (pháp xứ)          |

Các nhận thức luận của Phật giáo và các tôn giáo khác tại Ấn Độ cho rằng có "sáu giác quan" thay vì là năm như của các nước phương Tây. Theo đạo Phật, "ý" đại diện cho một căn, là cái tương tác với các đối tượng của giác quan - bao gồm: xúc, thọ, tưởng và hành.

## Trong tạng kinh tiếng Pali
Trong Tứ Diệu Đế, Đức Phật xác định rằng nguồn gốc của khổ đau (Pali, Phạn: dukka) là ái (Pali: taṇhā, Phạn: tṛṣṇā). Trong chuỗi 12 Nhân Duyên, Đức Phật xác định rằng ái được sinh ra từ thọ mà thọ được sinh ra từ xúc của lục nhập (xem hình 2 bên dưới). Vậy nên, để vượt qua ái và những kết quả đau khổ, người đó nên phát triển sự kiểm soát, sự kiềm chế và sự hiểu biết tường tận về lục nhập.

### Các ngữ cảnh của lục nhập
Xuyên suốt trong tạng kinh tiếng Pali, sáu nội ngoại xứ được nói đến trong hàng trăm bài kinh. Trong những bài kinh khác nhau đó, sáu nội ngoại xứ được xem xét theo những cách khác nhau, bao gồm:
- Bài kinh Sáu sáu (Pali: chakka):
Lục nhập bao gồm 2 nhóm Sáu: sáu căn (hay sáu nội xứ) và sáu trần (hay sáu ngoại xứ). Dựa trên sáu cặp cơ quan-đối tượng này, các tâm sở nảy sinh. Vậy nên, ví dụ như, khi tai và âm thanh hiện hữu, thức (Pali: viññāṇa) của tai nảy sinh. Sự nảy sinh của cả 3 yếu tố đó (dhātu) - tai, âm thanh, thức của tai - dẫn đến cái mà được gọi là "xúc" (phassa) và cũng là cái khiến cho lạc, bất lạc, bất khổ bất lạc "thọ" (vedanā) sinh khởi. Từ "thọ" mà "ái" (taṇhā) sinh khởi (xem hình 1). Trong danh sách liệt kê tìm thấy được, ví dụ như, trong Kinh Sáu sáu (Chachakka Sutta, MN 148), trong đó sáu cái sáu (6 nội xứ, 6 ngoại xứ, 6 thức thân, 6 xúc thân, 6 thọ thân, 6 ái thân) được xem xét kĩ và đều có tính vô ngã.[13]
- Bài kinh "Tất cả" (Pali: sabba):
Trong tựa bài kinh "Tất cả" (SN 35.23), Đức Phật đã nói rằng không có cái gọi là 'tất cả' ngoài lục nhập.[14] Trong bản kinh được hệ thống hóa tiếp theo (SN 35.24), Đức Phật giải thích tỉ mỉ rằng 'tất cả' bao gồm năm cái đầu của sáu cái sáu đã đề cập trước đó (6 nội xứ, 6 ngoại xứ, 6 thức thân, 6 xúc thân và 6 thọ thân).[15] Những trích dẫn đến "tất cả" có thể được tìm thấy ở những bản kinh nhỏ hơn.[16] Thêm vào đó, A-tì-đạt-ma và văn học Pali thời sau đã khái niệm hóa hơn nữa về lục nhập như là một cách để phân loại tất cả nhân tố của sự tồn tại.[17]
- 12 nhân duyên (Pali, Phạn: nidāna):
Như được mô tả trong phần "Những khái niệm liên quan trong Phật giáo" bên dưới và được minh họa trong hình 2, Lục Nhập là một liên kiết chủ chốt trong vòng tái sinh vô tận được biết đến như là 12 nhân duyên và được nhắc tới trong bánh xe của sự tồn tại (Skt.: bhavacakra).[18]

### "Bốc cháy cùng với tham, sân, si"
Trong kinh "những con rắn độc" (Asivisa Sutta, SN 35.197), Đức Phật liên kết 6 nội xứ (lục căn) là "ngôi làng trống" và 6 ngoại xứ (lục trần) là "những tên cướp trong làng". Việc sử dụng phép ẩn dụ này, Đức Phật đã nhân hóa các lục căn "trống" như là bị tấn công bởi các lục trần "đáng ưa thích và không đáng ưa thích".
Một nơi khác trong cùng bộ kinh (SN 35.191), đệ tử thanh văn bậc nhất của Đức Phật - Xá Lợi Phất đã chỉ rõ rằng sự đau khổ thực tế liên quan đến 6 căn và 6 trần không phải là thành phần vốn có của 6 căn trần đó mà là do "kiết sử" (ở đây được xác định là "tham đắm") là cái sinh ra khi có tương tác giữa một căn và một trần.

Trong kinh "bài giảng về lửa" (Adittapariyaya Sutta, SN 35.28), được thuyết một vài tháng sau khi Đức Phật giác ngộ, Đức Phật mô tả tất cả các xứ và các quá trình tâm thức liên quan như sau:
"Này các tỷ-kheo, tất cả đang bốc cháy. Tất cả đang bốc cháy là gì? Mắt là đang bốc cháy. Sắc là đang bốc cháy. Thức tại mắt là đang bốc cháy. Xúc tại mắt là đang bốc cháy. Và bất kể cái gì sinh ra theo duyên của Xúc tại mắt - được cảm thọ như là lạc, khổ hoặc bất khổ bất lạc - cũng đang bốc cháy. Bốc cháy với điều gì? Bốc cháy với ngọn lửa tham, ngọn lửa sân, ngọn lửa si. Bốc cháy, ta nói cho các ngài, với sanh, già và chết, với sầu, bi, khổ, ưu và não" 

### Dập tắt ngọn lửa khổ
Đức Phật đã dạy rằng, để có thể thoát khỏi những nguy hiểm từ Lục nhập, người đó cần phải nắm bắt rõ 6 nội-ngoại xứ mà không có sự ô uế. Trong "Đoạn diệt những kiết sử" (SN 35.54), Đức Phật đã nêu ra rằng người nào đoạn diệt các kiết sử "khi người đó biết và thấy... là vô thường" (tiếng Pali: anicca) 6 căn, 6 trần, 6 thức, 6 xúc và 6 thọ. Một cách tương tự, trong "Nhổ gốc các kiết sử" (SN 35.55), Đức Phật nói rằng người nào nhổ tận gốc các kiết sử "khi người đó biết và thấy... là vô ngã" (anatta) năm cái 6 đã đề cập ở trên.

Để thúc đẩy cách nhận biết, nhìn thấy sâu sắc và sự giải thoát khỏi khổ đau, trong Kinh Niệm xứ (Satipatthana Sutta) (MN 10) Đức Phật đã hướng dẫn các Tỷ-Kheo cách thiền trên các nội-ngoại xứ và phát triển của kiết sử như sau:
"Này các Tỷ kheo, thế nào là Tỷ kheo sống quán pháp trên các pháp đối với Sáu Nội Ngoại xứ?
Này các Tỷ kheo, ở đây Tỷ kheo tuệ tri con mắt và tuệ tri các sắc, do duyên hai pháp này, kiết sử sanh khởi, vị ấy tuệ tri như vậy; và với kiết sử chưa sanh nay sanh khởi, vị ấy tuệ tri như vậy; và với kiết sử đã sanh nay được đoạn diệt, vị ấy tuệ tri như vậy; và với kiết sử đã được đoạn diệt, tương lai không sanh khởi nữa, vị ấy tuệ tri như vậy... và tuệ tri tai và tuệ tri các tiếng... và tuệ tri mũi và tuệ tri các hương... và tuệ tri lưỡi và tuệ tri các vị... và tuệ tri thân và tuệ tri các xúc... và tuệ tri ý và tuệ tri các pháp...

Như vậy vị ấy sống quán pháp trên các nội pháp... không chấp trước một vật gì trên đời."

## Trong văn bản Pali thời sau
Trong cuốn Thanh tịnh đạo (Visuddhimagga), các luận giải Pali và những luận giải nhỏ khác đã đóng góp cho kiến thức truyền thống về sáu nội ngoại xứ.

### Hiểu về lục căn
Khi Đức Phật nói về việc "hiểu rõ" mắt, tai, mũi, lưỡi và thân, đó có nghĩa là gì?
Dựa theo sổ tay thiền định trong tiếng Sinhala vào thế kỉ tứ I sau công nguyên, Vimuttimagga, các căn có thể hiểu là đối tượng được cảm nhận, thức được phát sanh, cơ quan cảm thụ, và nguyên tố chính hoặc thứ yếu liên quan mà nó hiện hữu "hơn các yếu tố còn lại". Những đặc điểm trên được tổng hợp ở bảng bên dưới.
| Căn                                                        | Trần  | Thức       | Cơ quan cảm thụ (mô tả các căn) | Yếu tố chính |
| ---------------------------------------------------------- | ----- | ---------- | --- | ------------ |
| Mắt                                                        | Sắc   | Nhãn thức  | "...ba cái vòng tròn nhỏ bao quanh con ngươi, và màu trắng và đen của cầu mắt bao gồm năm lớp thịt, máu, gió, dịch nhầy và huyết thanh, có kích cỡ bằng nửa hạt cây anh túc, giống như đầu của con rận..." | Đất          |
| Tai                                                        | Thanh | Nhĩ thức   | "...bên trong hai lỗ tai, được viền bởi lông vàng nâu, phụ thuộc vào màng nhĩ, giống như là gốc của đậu xanh..."                                                                                           | Âm thanh     |
| Mũi                                                        | Hương | Tỷ thức    | "...bên trong lỗ mũi, nơi mà ba thứ gặp nhau, phụ thuộc vào một cái lỗ nhỏ, giống như 'Koviḷāra' (hoa trong hình dạng)..."                                                                                 | Không khí    |
| Lưỡi                                                       | Vị    | Thiệt thức | "...kích cỡ chiều ngang như hai ngón tay, hình dạng giống như hoa sen xanh biển, nằm ở phần thịt của lưỡi..."                                                                                              | Nước         |
| Thân                                                       | Xúc   | Thân thức  | "...trong toàn bộ cơ thể, ngoại trừ tóc và lông trên cơ thể, móng tay, răng và những phần không nhạy cảm khác..."                                                                                          | Nhiệt        |
| Bảng 1. Sự phân loại lục căn dựa theo cuốn Thanh tịnh đạo. |       |            | |              |

Trong cuốn Thanh tịnh đạo (Visuddhimagga) được viết vào thế kỉ thứ V sau công nguyên, đã cung cấp những bản mô tả tương tự, ví dụ như "kích cỡ chỉ bằng cái đầu của một con rận" cho vị trí cảm thụ của mắt (Pali: pasāda; còn được gọi là, "bộ phận có thể cảm nhận giác quan, nơi tiếp nhận giác quan, bề mặt nhạy cảm"), và "trong vị trí giống như là cái móng của con dê" đánh giá cho cảm thụ của mũi (Vsm. XIV, 47–52). Thêm vào đó, cuốn Thanh tịnh đạo mô tả các căn theo bốn yếu tố sau:
- đặc tính hay dấu hiệu (lakkhaṇa)
- chức năng hay "vị" (rasa)
- sự biểu thị (paccupaṭṭhāna)
- nhân duyên gần (padaṭṭhāna)

Vậy nên, ví dụ như nó mô tả con mắt như sau:
Tại đây, đặc tính của mắt là sự nhạy cảm đối với những yếu tố mà sẵn sàng cho sự tác động của những thứ khả kiến; hoặc đặc tính của nó là sự nhạy cảm đối với những yếu tố cơ bản mà có xuất phát điểm bởi nghiệp thu gom từ sự khao khát được nhìn. Chức năng của nó là nhặt lấy đối tượng trong những thứ khả kiến. Nó được biểu thị như là nền tảng của nhãn thức. Nó có nhân duyên gần là những yếu tố cơ bản được sinh bởi nghiệp thu gom từ sự khao khát được nhìn.
Về lục căn thứ sáu là ý xứ (mano), những tiểu luận tiếng Pali phân biệt giữa thức sinh ra từ năm giác quan vật lý và thức sinh ra từ quan điểm cơ bản thời kì sau về "sự liên tục của sự sống" hoặc " ý không có thức" (bhavaṅga-mana):
"Với thức uẩn bao gồm trong hướng đi của sự nhận thức về thức của mắt, nhãn xứ (không phải ý xứ) là "cánh cửa" của nguồn gốc, và sắc xứ cửa nó là vật thể nhìn thấy được. Vậy nó cũng tương tự như vậy trong các nội ngoại xứ khác (đó là nhãn, nhĩ, thiệt và thân xứ). Nhưng với cặp nội ngoại xứ thứ sáu, một phần của tâm trí được gọi là chuỗi liên tục của sự sống, là tâm trí vô thức, là "cánh cổng" của nguồn gốc..."

### Những gốc rễ của trí tuệ
Trong cuốn Thanh tịnh đạo (Visuddhimagga), Phật Âm (Buddhaghosa) định nghĩa rằng nhận biết về lục nhập là một phần của "đất" trí tuệ giải thoát. Những bộ phận khác của "đất" này bao gồm Ngũ Uẩn, Ngũ căn-Ngũ lực, Tứ Diệu Đế và 12 nhân duyên.

## Các khái niệm Phật giáo liên quan
- Ngũ uẩn (Pali, khandha; Skt., skandha):
Trong những bài kinh khác nhau, ngũ uẩn, những nguyên tố và lục nhập được xác định như là "đất" mà ái và thủ phát triển. Nói chung, trong Chánh tạng Pali, uẩn Danh sắc bao gồm năm căn (mắt, tai, mũi, lưỡi và thân) và năm trần tương ứng (sắc, thanh, hương, vị và xúc); uẩn Thức liên quan với ý xứ và những uẩn còn lại (Thọ, Tưởng, Hành) là Pháp xứ. Ngũ uẩn và Lục nhập là những mục tiêu của thiền Minh Sát trong Kinh Niệm xứ. Trong việc theo đuổi sự giải thoát, thiền trên các uẩn sẽ diệt trừ ngã thủ và kiến thủ trong khi đó thiền trên lục nhập sẽ diệt trừ dục thủ.
- Duyên khởi (Pali: paṭicca-samuppāda; Skt.: pratitya-samutpada):
Như được chỉ rõ trong hình 2 ở trên, Lục nhập (Pali: 'saḷāyatana'; Skt.: 'ṣaḍāyatana') là liên kết thứ 5 trong chuỗi 12 nhân duyên (nidāna) và vì vậy cũng giống như là vị trí thứ 5 trên Bánh xe của sự tồn tại (bhavacakra). Sự phát sinh của Lục nhập phụ thuộc vào sự phát sinh của Danh và Sắc (Pali, Skt.: nāmarūpa); và sự phát sinh của Lục nhập dẫn đến sự phát sinh của Xúc (Pali: phassa; Skt.: sparśa) giữa Lục nhập và Thức (Pali: 'viññāṇa'; Skt.: visjñāna) là cái mà cho ra lạc, khổ, bất khổ bất lạc Thọ (Pali, Skt.: vedanā).
- Các yếu tố (Pali, Skt.: dhātu):
18 yếu tố bao gồm 6 lục căn, 6 lục trần và 6 thức ('viññāṇa') liên quan đến căn-trần.
- Nghiệp (Skt.; Pali: kamma): Trong Tương ưng bộ, Đức Phật đã tuyên bố rằng 6 căn (mắt, tai, mũi, lưỡi, thân và ý) là những "nghiệp cũ, được coi là được tạo ra bởi Hành, như là cái gì phải đón nhận". Trong bộ kinh này, "nghiệp mới" được mô tả như là "bất kể các hành động ngay lúc này của người đó bởi thân, khẩu và ý". Theo cách này, 6 căn cung cấp một mối liên kết giữa hành động của chúng ta và những nhận thức theo sau.